# Faune (biologie)
Pour les articles homonymes, voir Faune.

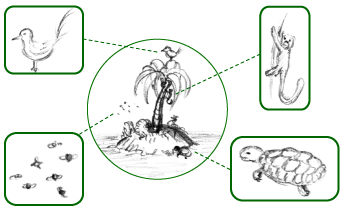
Faune d'une île.

La faune est l'ensemble des espèces animales présentes dans un espace géographique ou un écosystème déterminé (par opposition à la flore), à une époque donnée.
En général, la notion ne comprend pas l'être humain, bien qu'il fasse partie du règne animal et qu'il soit classé physiologiquement comme un mammifère.
La biodiversité correspond à l'ensemble de la diversité du monde vivant. Elle englobe la faune et la flore, c'est-à-dire la totalité des formes que prennent les êtres vivants (animaux, végétaux, micro-organismes) au sein des environnements dans lesquels ils évoluent et se multiplient. La faune et la flore sont interdépendantes. La faune est essentielle à la survie de nombreuses espèces de plantes, certaines d'entre elles étant entièrement dépendantes d'un unique insecte pour leur pollinisation et donc leur reproduction éventuelle.
De nombreuses personnes pensent donc que l'être humain devrait agir sur la nature pour préserver la faune, dans l'intérêt de tout le monde. Cependant l'homme pourrait modifier l'équilibre naturel en voulant à tout prix maintenir certains caractères. D'autres, curieux de suivre l'évolution du phénomène naturel, préfèrent, comme au parc national du Serengeti et dans le cratère du Ngorongoro, laisser la nature agir d'elle-même. Dans ces parcs nationaux de Tanzanie, une population de lions a failli disparaître à la suite de la maladie de Carré transmise par les chiens domestiques. Le parti-pris de ne pas intervenir a été maintenu.

## Classement de la faune en fonction des tailles des grandes espèces

Relation entre le nombre d'espèces et la taille des organismes

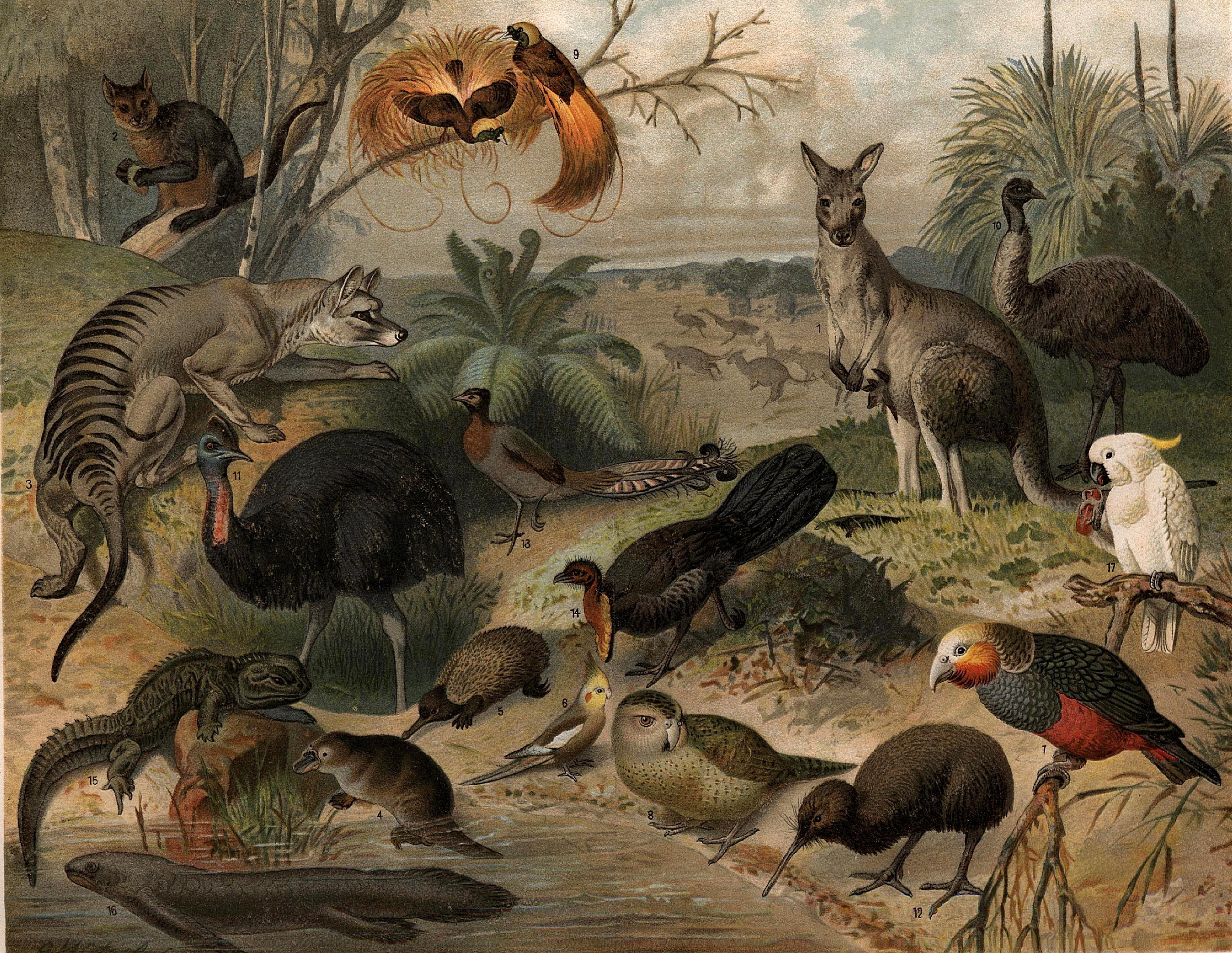
Faune d'Australie, illustration probablement publiée dans la 1re édition du Nordisk familjebok (1876–1899).

Avant les classements en groupes taxonomiques, ou en complément à ce dernier, un tri simple intuitif et arbitraire mais pratique, a été spontanément fait, selon la taille des animaux.

### Lamicrofaune
Elle constitue l'essentiel de la biomasse vivante et regroupe le plus grand nombre d'espèces. Elle peut être libre (planton) ou fixée. Son univers et échelle de vie est alors généralement – dans le substrat – celui de l'échelle de l'agrégat (grains de 0,5 à 5 cm), sauf pour quelques espèces (ex. : amibes, ou certains parasites d'animaux tels que les poux ou tiques) qui ont des capacités de déplacement assez importantes.
De manière générale, c'est l'ensemble des animaux mesurant de 1 mm à moins de 0,2 mm (selon les définitions) et présents dans un espace donné. 
Dans le domaine de la pédofaune, la microfaune désigne l'ensemble des tout petits animaux présents dans la litière et dans les couches superficielles de l'humus ; ils mesurent en moyenne moins de 0,1 millimètre. Ce sont par exemple des protozoaires, des rotifères, des acariens.
Pour les espèces marines, on parle aussi de nanozooplancton pour désigner les espèces animales de la fraction la plus petite du plancton.
La microfaune joue un rôle majeur dans la production de l'humus et des complexes argilo-humiques, pour certains équilibres agro-écologiques, l'épuration de l'eau et la résilience écologique des sols, ainsi qu'en matière de puits de carbone et de cycle biogéochimique.

### Lamacrofaune
Pour le zoopédologue, c'est l'ensemble des petits animaux très facilement visibles à l'œil nu (de 4 à 80 mm) présents dans un volume donné de sol, de sédiments ou d'eau, ou de milieux particuliers (bois mort, caverne, canopée, etc.).
Pour les Anglo-saxons et concernant la pédofaune, ce seront plutôt les animaux retenus par un tamis de 0,5 mm.
Pour l'étude des sédiments de l'océan profond, on retient plutôt une taille de maille de tamis de 0,3 mm pour tenir compte de la petite taille de la plupart des taxons.

### Lamégafaune
De manière générale, ce mot désigne, de manière arbitraire, l'ensemble des espèces animales de très grande taille d'une région et/ou d'une époque.
Par exemple le mammouth, divers éléphants, le cerf mégalocéros, l'ours des cavernes ou le lion des cavernes font partie de la mégafaune européenne préhistorique, mais on peut aussi plus généralement parler de la Mégafaune du pléistocène ou d'une région biogéographique (ex. : Mégafaune australienne, récemment disparue, probablement du fait de l'arrivée de l'homme et de son utilisation du feu).
En zoopédologie, par extension, on qualifie de Mégafaune du sol la fraction des espèces les plus grosses de la microfaune, par exemple les gros acariens (de l'ordre du millimètre), pour mieux les comparer à d'autres acariens bien plus petits (de l'ordre de la dizaine de micromètres). La faune de plus petite taille peut donc être à la fois qualifiée dans la macrofaune et la microfaune du sol.
À une plus grande échelle de taille, la mégafaune du sol réunit les animaux de plus de 10 cm : les vertébrés terricoles (des mammifères, des reptiles et des amphibiens) qui utilisent le sol comme abri ou comme habitat.

### Méiofaune (ou meiofaune)
Dans le domaine de la biologie marine ou de la limnologie, le terme Méiofaune désigne la petite faune benthique d'invertébrés (ex. : les Foraminifera, les Proseriata, les Gastrotricha, les Nematoda Chaetonotida, les Kinorhyncha, les Tardigrada et les Copepoda Harpacticoida ) qui vivent dans les écosystèmes marins ou d'eau douce. Ce terme définit - vaguement et par défaut - un groupe d'organismes selon le critère de leur taille, intermédiaire, entre celle de la microfaune, et celle de la macrofaune (exemple : nématodes).
Un des environnements de la méiofaune est celui de l'espace interstitiel des grains de sable humide (ex. : Mystacocarida).
En pratique, la définition varie selon le milieu étudié ou selon les espèces considérées par le chercheur. Par exemple, pour la méiofaune du sable, ce seront essentiellement des animaux métazoaires qui pourront traverser indemnes un tamis à maille de 0,5 à 1 mm, mais qui seront conservés par un tamis de maille de 30 à 45 µm. De plus, la capacité d'un animal à traverser une maille de 1 mm varie selon qu'elle est vivante ou morte.
Cette catégorie animale joue un rôle important qui a été longtemps négligé et probablement sous-estimé, en matière de réseau trophique et de cycle des éléments.

### Mésofaune
En zoopédologie, la Mésofaune du sol désigne généralement les plus petits (de 0,2 à 4 mm) des invertébrés macroscopiques (visibles à l'œil nu) tels que arthropodes, vers de terre ou les grands nématodes.

## Autres subdivisions de la faune

### Classement en groupes taxinomiques
La faune peut être subdivisée selon certains taxons :
- Entomofaune (insectes)
- Arachnofaune (arachnides)
- Carcinofaune (crustacés)
- Malacofaune (mollusques)
- Nématofaune (nématodes)
- Échinofaune (échinodermes)
- Faune piscicole ou ichtyofaune (poissons)
- Herpétofaune (amphibiens et reptiles)
- Faune amphibienne (amphibiens) ou batrachofaune (batraciens)
- Faune reptilienne (reptiles)
- Faune ophidienne ou ophiofaune (serpents)
- Avifaune ou faune aviaire (oiseaux)
- Chiroptérofaune (chauves-souris)
- Faune mammalienne, mammalofaune ou mammofaune (mammifères)

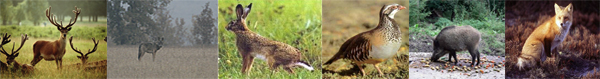
Exemple d'éléments de la grande et petite faune mammalienne et aviaire de Olleros de Tera (Espagne).

### Classement selon le mode d'alimentation
On classe aussi la faune selon son mode d'alimentation. On parle par exemple de faune carnivore, piscivore, insectivore, herbivore, frugivore, granivore, nectarivore, gommivore, détritivore, omnivore, nécrophage, coprophage, phytophage, phyllophage, xylophage, saproxylophage, zoophage, hématophage, ophiophage, oophage, etc.
Remarque : certaines espèces ont des régimes alimentaires différents à l'état de larve (ou de jeune) et d'adulte (ex : têtard herbivore ou détritivore, et grenouille ou crapaud carnivore, ou perdreaux insectivores et perdrix adultes granivores. Dans ce cas c'est généralement le régime alimentaire de l'adulte qui prévaut pour le classement).

### Classement selon le lieu de vie
La faune peut être subdivisée en fonction des différents milieux de vie (souterrain, terrestre, arboricole, dulçaquicole, marin, aérien) des animaux.
D'autres mots permettent de classer la faune :
- Enaulofaune (faune vivant dans les biotopes dunaires)
- Faunule (faune des micro-habitats)
- Pédofaune (faune du sol)
- Psammofaune (faune vivant dans les milieux sableux)
- Stygofaune (faune propre aux eaux souterraines)
- Faune extrêmophile
- Faune cavernicole
- Faune marine
- Faune abyssale

Pour la faune marine, plusieurs classements selon le lieu de vie coexistent. Parmi les animaux marins, les uns vivent près du fond sur lequel ils se fixent ou bien rampent : ils constituent la faune benthique. Les autres vivent loin du fond et constituent la faune pélagique, formée de la faune planctonique, si leurs déplacements sont passifs, et de la faune nectonique, si leurs déplacements sont actifs. De plus, on subdivise la faune benthique, d'après le type de fond marin intrinsèquement associé à la profondeur, en faune littorale, faune bathyale, faune abyssale et faune hadale. De la même façon, on subdivise la faune pélagique, d'après la profondeur, en faune épipélagique, mésopélagique, bathypélagique, abyssopélagique et hadopélagique. Par ailleurs, on distingue la faune néritique, vivant dans les zones marines au-dessus du plateau continental, et la faune océanique, vivant au milieu des mers et des océans au-dessus du talus continental, du glacis continental, de la plaine abyssale ou d'une fosse océanique.
Dans les relations d'interactions durables (de la symbiose au parasitisme vrai), on distinguera :
- la faune endosymbiotique (ou endosymbiote).
- la faune parasite, dans laquelle on distingue les endoparasites (qui se fixent à l'intérieur de l'organisme qu'ils parasitent, tels que les ténias) et les ectoparasites qui sont externes (poux, puces, tiques…).

La faune peut dépendre des conditions physico-chimiques de son lieu de vie.
- la faune eurytherme : faune terrestre ou aquatique composée d'animaux poïkilothermes qui supportent de grandes différences de température.
- la faune sténotherme : faune terrestre ou aquatique qui exige un milieu dont la température varie peu.
- la faune euryhaline : faune marine qui supporte de grandes différences de salinité.
- la faune sténohaline : faune marine qui ne peut vivre que dans des eaux à salinité presque constante.

Des dénominations particulières sont parfois données selon la détermination du caractère climatique du lieu de vie (faune froide, faune tempérée, faune chaude, etc.).

#### L'épifaune
L'épifaune est adaptée à vivre en surface de substrats vivants.
C'est en quelque sorte l'équivalent animal de la flore épiphyte (vivant à la surface d'une plante).

### Classement selon le rythme de vie
Selon l'activité journalière des animaux, on distingue la faune diurne et la faune nocturne.
La composition de la faune varie selon les saisons. Ainsi la faune estivale diffère de la faune hivernale en fonction des migrations animales.
La faune migratrice, dans les milieux aquatiques, peut comprendre :
- la faune anadrome qui vit le plus souvent en eau de mer mais se reproduit en eau douce.
- la faune catadrome qui vit le plus souvent en eau douce mais se reproduit en eau de mer.

La faune aquatique qui circule en eau de mer comme en eau douce, afin de réaliser son cycle biologique, est dite amphihaline.
La faune qui se reproduit en eau de mer, comprenant par exemple les anguilles, est dite thalassotoque, alors que celle qui se reproduit en eau douce, comprenant les saumons ou les esturgeons, est dite potamotoque.

### Classement géographique
La faune peut être subdivisée par aires géographiques ou zones biogéographiques. C'est l'objet de la zoogéographie.

## Protection de la faune
Dans la plupart des pays, la volonté politique et la pression de l'opinion publique ont tout simplement été insuffisantes pour sauver la faune locale. La protection des réserves elle-même est en général médiocre. Le braconnage, les coupes forestières sauvages, l'exploitation minière et d'autres activités illégales sont courantes. Entre autres moyens de dissuasion, il faudrait dans tous les pays des gardes d'élite soutenus par la police, voire par l'armée ; une coopération régionale rigoureuse pour mettre fin au commerce illégal des peaux et des os ; des actions en justice rapides contre les contrevenants. En dernière analyse, la protection est politique… La protection des espèces repose sur des valeurs morales, et non pas scientifiques, sur la beauté, l'éthique et la religion.
Entre 1970 et 2016, 68 % des animaux sauvages ont disparu, souligne le Fonds mondial pour la nature (WWF).

## Décrypter la faune dans un endroit
Il suffirait de fouiller le sol pour dénombrer la faune d'un endroit. En effet, le sol contient de nombreux fragments d'ADN provenant d'excréments, de morceaux de peau ou d'écailles, qui permettraient de déterminer la biodiversité. La méthode serait efficace rien qu'en prélevant 10 cm de terre. À partir de l'ADN récupéré, on peut déterminer le nombre d'espèces présentes dans la zone étudiée, et également le nombre d'individus de chaque espèce. Tout cela en nuançant le nombre d'ADN par le poids de chacun des animaux. Une autre méthode pourrait être très efficace, c'est l'expérience de Berlèse ; elle consiste à mettre un échantillon du sol dans un entonnoir retenu par un coton, mettre l'entonnoir dans un bécher contenant un liquide conservant (alcool ou formol, etc.) puis éclairer le sol par une lampe électrique. La faune du sol fuient de la chaleur et la lumière et se dirigent vers les parties les plus basses du sol jusqu'à tomber dans le liquide conservant. Ce protocole nous permet d'observer la faune du sol et même la micro-faune à l'aide d'un microscope.

### La faune dans Wikipédia
- Voir la Catégorie:Faune par pays.
- Voir la Catégorie:Faune régionale par continent ou par océan.
- Voir la Catégorie:Faune (nom scientifique) pour les animaux par leur nom scientifique.
- Voir la Catégorie:Faune (nom vernaculaire) pour les animaux par leur nom vernaculaire.